# Нурмухамедов Михайло Михайлович
Ішанкул Нурмухамедов (1912, місто Ташкент, тепер Узбекистан — ?) — радянський узбецький діяч, залізничник, машиніст паровозного депо станції Ташкент-товарна Узбецької РСР. Депутат Верховної ради СРСР 2-го скликання.

## Життєпис
Народився в родині робітника-муляра залізничних майстерень Ташкента. Батько загинув у 1921 році під час боротьби із загонами басмачів. Мати працювала кранівницею на заводі в Ташкенті. Михайло Нурмухамедов закінчив курси машиністів паровозів.
З 1937 року — машиніст паровозного депо станції Ташкент-товарна Узбецької РСР. Впроваджував лунінські та стахановські методи роботи на залізничному транспорті. Член ВКП(б).
Подальша доля невідома.

## Звання
- технік-лейтенант тяги

## Нагороди
- медаль «За оборону Кавказу»
- медалі
- грамота Верховної ради Узбецької РСР.